# Medal of Honor: Airborne
Medal of Honor: Airborne è uno sparatutto in prima persona ambientato durante la seconda guerra mondiale, parte della serie Medal of Honor, sviluppato da EA Los Angeles e pubblicato da Electronic Arts nel settembre 2007 per Xbox 360 e Microsoft Windows, e nel novembre 2007 per PlayStation 3. Il giocatore impersona il soldato scelto Boyd Travers dell'82ª Divisione Aviotrasportata statunitense compiendo, dopo una breve missione di addestramento, 6 missioni in diversi scenari di guerra contro la Germania nazista.

## Modalità di gioco
Aspetto innovativo del gioco è l'assenza di punti di partenza fissi. Infatti, all'inizio di ogni missione si viene lanciati con il paracadute, e spetta al giocatore scegliere il miglior posto per atterrare; vi sono però delle cosiddette zone sicure di atterraggio, contrassegnate da fumogeni verdi; dove si potranno trovare casse contenenti munizioni e Healt Kit che permetteranno al giocatore di rifornirsi. Le mappe sono suddivise in varie zone, ognuna associata ad una sotto-missione; per terminare il livello vanno affrontate tutte in maniera non lineare.

### Missioni
- Addestramento - In questa missione il giocatore si lancerà per la prima volta da un aereo da trasporto americano ed imparerà i vari tipi di atterraggi.
- Operazione Husky - Questa missione si svolge in Sicilia, nel fittizio villaggio di Adanti, e impegna il giocatore contro le Camicie Nere italiane e la fanteria dell'esercito tedesco, nella missione di distruggere i cannoni di contraerea (dei Flakvierling 38 da 20mm) dislocati lungo il territorio. Successivamente sarà impiegato nell'uccisione di tre comandanti tedeschi che si troveranno all'interno della residenza del sindaco durante l'insurrezione delle truppe tedesche, intente a riconquistare la città. Sventata la minaccia l'aviotrasportata porterà a termine la sua prima missione.
- Operazione Avalanche - Travers verrà paracadutato con il resto dell'aviotrasportata nelle le rovine di Paestum, vicino a Salerno. Impegnata contro la fanteria tedesca, l'aviotrasportata dovrà distruggere i contatti radio e rifornimenti nemici. Dopo essere scampato ad un'imboscata, Travers si unirà alla quinta armata per distruggere la contraerea che impediva che il complesso fosse bombardato. Appena eliminato, i bombardieri alleati si precipitano sul luogo distruggendo il complesso.
- Operazione Neptune - È il D-Day e Travers si paracaduterà dietro le linee nemiche assieme alla sua squadra. Dapprima Travers distruggerà un carro Panzer VI Tiger I recuperando un lanciarazzi, successivamente l'aviotrasportata si muoverà tra le trincee nemiche per eliminare un'antenna di telecomunicazioni nemica e i nidi di mitragliatrice che sparano verso gli uomini impegnati sullo sbarco di Utah Beach.
- Operazione Market Garden - La missione si svolge nella città di Nijmëgen nei Paesi Bassi. La divisione aviotrasportata sarà il punto cruciale dell'Operazione Market Garden poiché dovrà distruggere dapprima due carri Tiger, poi distruggere le cariche esplosive collegate al ponte della cittadina che i tedeschi minacciano di far crollare bloccando l'avanzata alleata. L'aviotrasportata sventerà l'azione liberando il passo al XXX corpo d'armata britannico.
- Operazione Varsity - Nel mezzo di un complesso industriale ad Essen, in Germania, l'appena promosso caporale Travers sarà inviato con la sua squadra ad eliminare carri armati nemici, un vasto deposito di munizioni, un cannone ferroviario nascosto. Infine dovrà distruggere un treno armato (Panzerzug) che trasporta delle truppe scelte nemiche.
- Der Flakturm - Nel cuore del Reich sorge un'enorme torre difensiva che i bombardamenti non sono riusciti ad abbattere, la Flakturm, per via del suo imponente complesso contraereo. L'aviotrasportata è quindi incaricata di distruggere la torre per dare il colpo decisivo per il crollo dell'armata tedesca. Uno dei pochi aerei a superare la contraerea è quello di Travers (in realtà anche il suo viene distrutto, ma il soldato riesce a sopravvivere) che dovrà distruggere con il resto dell'aviotrasportata, cannoni e pezzi d'artiglieria. Travers riuscirà (rincorso dalle truppe nemiche) a fuggire dalla torre dopo aver compiuto la missione, e utilizzerà un detonatore per azionare le cariche esplosive piazzate lungo l'edificio, che si distruggerà sotto i suoi occhi.

### Nemici
Durante la campagna si incontreranno diversi tipi di nemici, da soldati semplici poco attrezzati fino ad arrivare a truppe speciali dotate di armi avanzate come la mitragliatrice MG 42; Vi sono infatti 10 diverse categorie di nemici, sempre più pericolose, categorie che verranno visualizzate negli attimi di caricamento prima del gioco vero e proprio. Nelle missioni ambientate in Italia sono presenti squadre di camicie nere.
- Camicie Nere: presenti nella prima missione; sono armati di K98k, MP40 e granate M24
- Fanteria heer tropicale: presenti nella prima missione; sono armati di MP40 e granate M24
- Fanteria ed ufficiali Heer (europei): presenti dalla prima alla terza missione; sono armati di G43, MP40 e granate M24
- Fanteria ed ufficiali Waffen SS: presenti dalla seconda alla sesta missione; sono armati con MP40,STG 44 e granate M24;

i cecchini hanno il G43 con ottica
- Fanteria ed ufficiali Fallschirmjäger: presenti dalla quarta alla sesta missione; sono armati di STG 44 e granate M24;i cecchini hanno il G43 con ottica
- Panzergrenadier: presenti nella quarta e nella sesta missione; sono armati di Panzerschrek
- élite d'assalto nazista: compaiono nella quinta e nella sesta missione; sono armati di MG42. Vestono l'uniforme nera delle Allgemeine-SS tipica del periodo prebellico e indossano una maschera antigas; sono molto difficili da uccidere e anche colpendoli alla testa occorrono diversi colpi di fucile per abbatterli.

### Armi
Nella campagna sono presenti armi ed esplosivi della seconda guerra mondiale (come ad esempio il Comp-B), tutti però con tre livelli di potenziamento che ne aumenteranno il rateo di fuoco, la capacità e la potenza. Ad esempio, la Colt M1911(arma denominata laterale, all'interno del gioco) può essere migliorata con una fondina per la rapida estrazione, migliore grilletto e proiettili magnum, mentre lo Springfield M1903 può essere dotato di un lanciagranate.
Armi americane:
- Colt M1911  dotata di caricatori infiniti
- M1 Garand
- Springfield M1903 con ottica a zoom variabile
- Thompson M1928
- M1918 Browning Automatic Rifle
- Fucile a pompa Winchester M1912 (con il terzo potenziamento viene montata in modo permanente una baionetta)
- Cannone senza rinculo M18
- Granata a frammentazione Mk2
- No. 82 grenade "Gammon" (anticarro)

Armi tedesche:
- Mauser C96
- K98k
- Gewher 43 (con il secondo potenziamento si ottiene in modo permanente un'ottica con zoom regolabile)
- MP 40
- Sturmgewehr 44 (con il terzo potenziamento si ottiene un'ottica rimovibile in qualunque momento con zoom fisso)
- MG 42 (solo in postazioni fisse, ed è l'arma dall'Elite d'assalto Nazista)
- Panzerschreck
- Stielhandgranate 24

Il Garand,lo Springfield, il K98k e il Gewher 43 ricevono un lanciagranate come terzo potenziamento.
Sia lo Springfield che il K98k inizialmente si ricaricano inserendo un colpo alla volta, poi potenziandoli si ottiene una lastrina che permette di inserire i 5 colpi tutti insieme.
Il Thompson iniziale è un M1928A1 senza compensatore Cutts e con caricatori da 30 colpi, successivamente diventa un M1928 (tipico dei film di gangster anni '30) caratterizzato dall'impugnatura anteriore a pistola e dal caricatore da 50 colpi. L'MP 40 ha come secondo potenziamento l'uso di due caricatori affiancati che portano la capacità dell'arma da 32 a 64 colpi diventando un MP40/II una versione costruita in pochi esemplari e distribuita sul fronte russo per contrapporsi ai mitra russi PPŠ-41 che avevano caricatori da 71 colpi. Inoltre il terzo potenziamento è un pugnale da parata delle SS che sostituisce l'attacco corpo a corpo effettuato con l'MP 40 stesso.
La Mauser C96 ottiene come potenziamenti un calcio in legno per il tiro a spalla, un caricatore da 20 colpi (la capacità iniziale è di 10 colpi) e la conversione da arma semiautomatica ad automatica (M712 Schnellfeur). Il rateo di fuoco è alto e provoca il rapido esaurimento del caricatore e una scarsa precisione.
Nel corso del gioco compaiono diversi veicoli tedeschi: i carri Panzer VI Tiger I i semicingolati Sd.Kfz. 251, i camion Opel Blitz e le vetture Kübelwagen